# Bandeira do Tanganica

A bandeira do Tanganica foi a bandeira nacional da República de Tanganica entre 1961 e 1964.
A bandeira é composta por três faixas horizontais verde-negro-verde (contando do topo) de igual comprimento e altura. Separando a faixa negra das faixas verdes, estão duas faixas menores de amarelo. Sem razão apurada, constam muito provavelmente apenas para seguir em conformidade com as regras da heráldica. Quanto às cores; o verde representa a terra; o negro, o povo, e o amarelo, os recursos minerais do país. Esse modelo substituiu o pavilhão Britânico vermelho carregado com um disco branco contendo uma cabeça de girafa, em vigor durante o domínio britânico. Antes disso, Tanganica era parte do território da África Oriental Alemã, não sendo esse território representado por qualquer bandeira.     
A 26 de abril de 1964, Tanganica e Zanzibar fundiram-se para formar a República Unida da Tanzânia. A bandeira da Tanzânia é portanto uma fusão da bandeira de Zanzibar com a bandeira de Tanganica. 

## História

África Oriental Alemã (1885-1919)
Bandeira do Tanganica (1919-1961)